# GM2
GM2는 강글리오사이드의 한 종류이다. G는 강글리오사이드를 의미하고, M은 한 개의 시알산을 가지고 있다는 것을 의미하며, 2는 두 번째로 발견된 한 개의 시알산을 가진 강글리오사이드라는 것을 의미한다. GM2는 테이-삭스병과 같은 GM2 강글리오사이드증과 관련이 있다.

## 추가 이미지

스핑고지질증
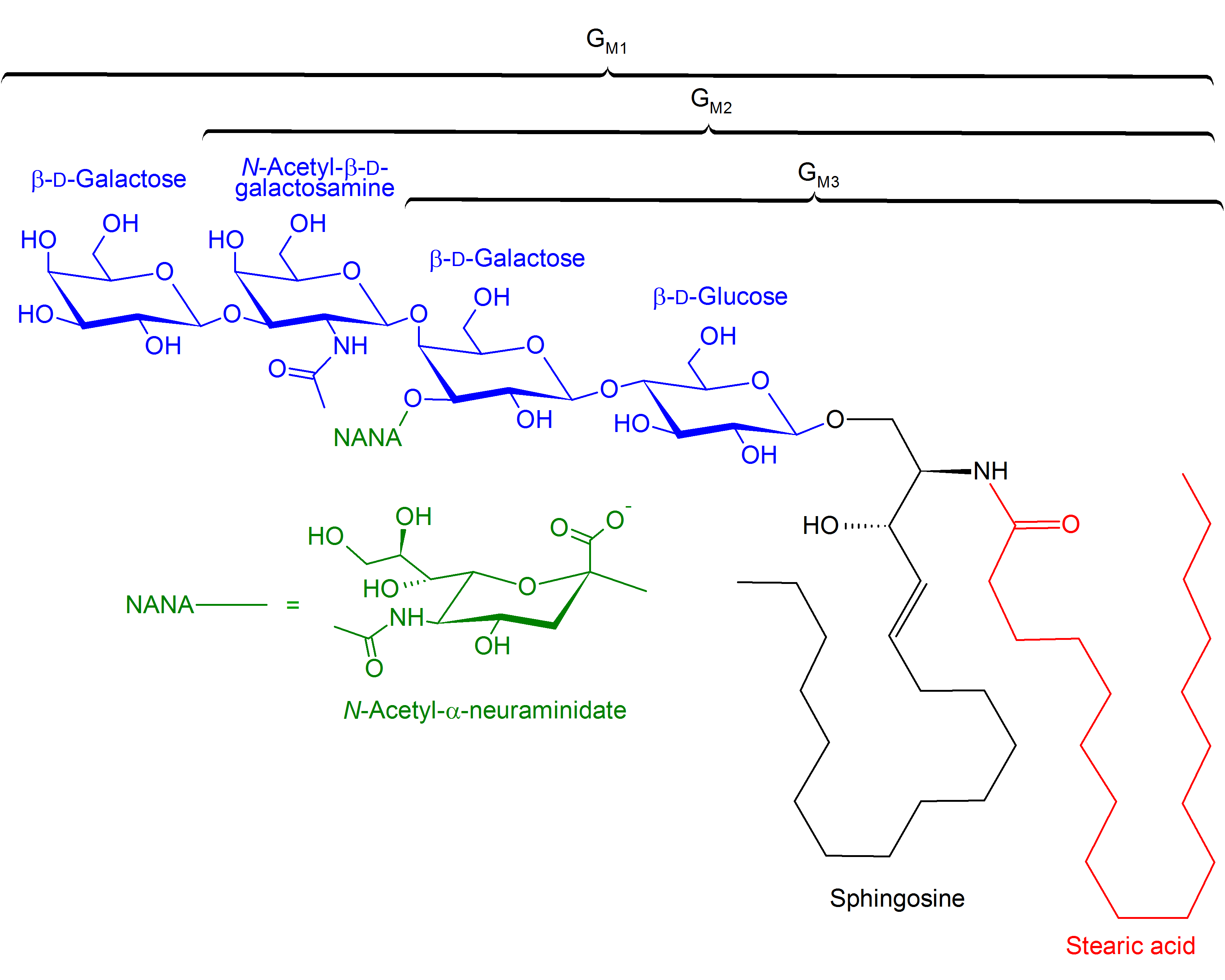
GM1, GM2, GM3 강글리오사이드의 구조

## 같이 보기
- 강글리오사이드
- GM2A